# 約翰·馬可
約翰·馬可或譯若望·馬爾谷（英語：John Mark），是一位出現在《使徒行傳》的人物，伴隨著使徒保羅與巴拿巴進行基督教傳教。傳統上認為他就是圣马可。

## 文獻記錄
在文獻中，他被稱為「稱呼馬可的約翰」，也被直接稱呼是約翰。約翰（希伯來語：יוֹחָנָן，Yochanon）是當時巴勒斯坦地區猶太人最常見的名字，馬可是個希臘-羅馬名字，是當時羅馬地區最常見的名字，因此很難從文獻上確認他的身份。
在彼得被希律王逮捕時，彼得離開監獄，直接到約翰·馬可及他母親馬利亞的家中。在希律王過世，保羅及巴拿巴離開耶路撒冷時，帶著約翰同行。